# Pitar (род)
Pitar је род морских шкољки из породице Veneridae.

## Врсте
Према WoRMS
- подрод
- подрод
- подрод
- подрод

- подрод
- подрод 
  -  (basionym)
  -  (basionym)
  -  (basionym)
  -  (incorrect gender ending)
- -{Pitar citrina (sic) accepted as Pitar citrinus (Lamarck, 1818) (incorrect gender ending)
- (incorrect gender ending)
- (original combination)
- (incorrect gender ending)
- (incorrect gender ending)
- (Invalid: junior homonym of Pitar japonica Ando, 1953; Pitar kurodai is a replacement name)
- † (incorrect original spelling)
- (incorrect gender ending)
- (unpublished name)
- (misspelling)
- (incorrect original spelling)
- (basionym; incorrect gender ending)